# Callidiellum cupressi
Callidiellum cupressi é uma espécie de coleóptero da tribo Callidiini (Cerambycinae), com distribuição no estado da Califórnia (Estados Unidos).

## Sistemática
- Ordem Coleoptera
  - Subordem Polyphaga
    - Infraordem Cucujiformia
      - Superfamília Chrysomeloidea
        - Família Cerambycidae
          - Subfamília Cerambycinae
            - Tribo Callidiini
              - Gênero Callidiellum
                - C. cupressi (Van Dyke, 1923)